# Papa-formiga-do-igarapé
O papa-formiga-do-igarape (Sclateria naevia) é uma ave da família Thamnophilidae, é o único subespécie do gênero Sclateria. É uma espécie originária da América do Sul encontrada na Colômbia e Trinidad ao sul até o Peru, Bolívia e Brasil na Região Norte do País.

## Características

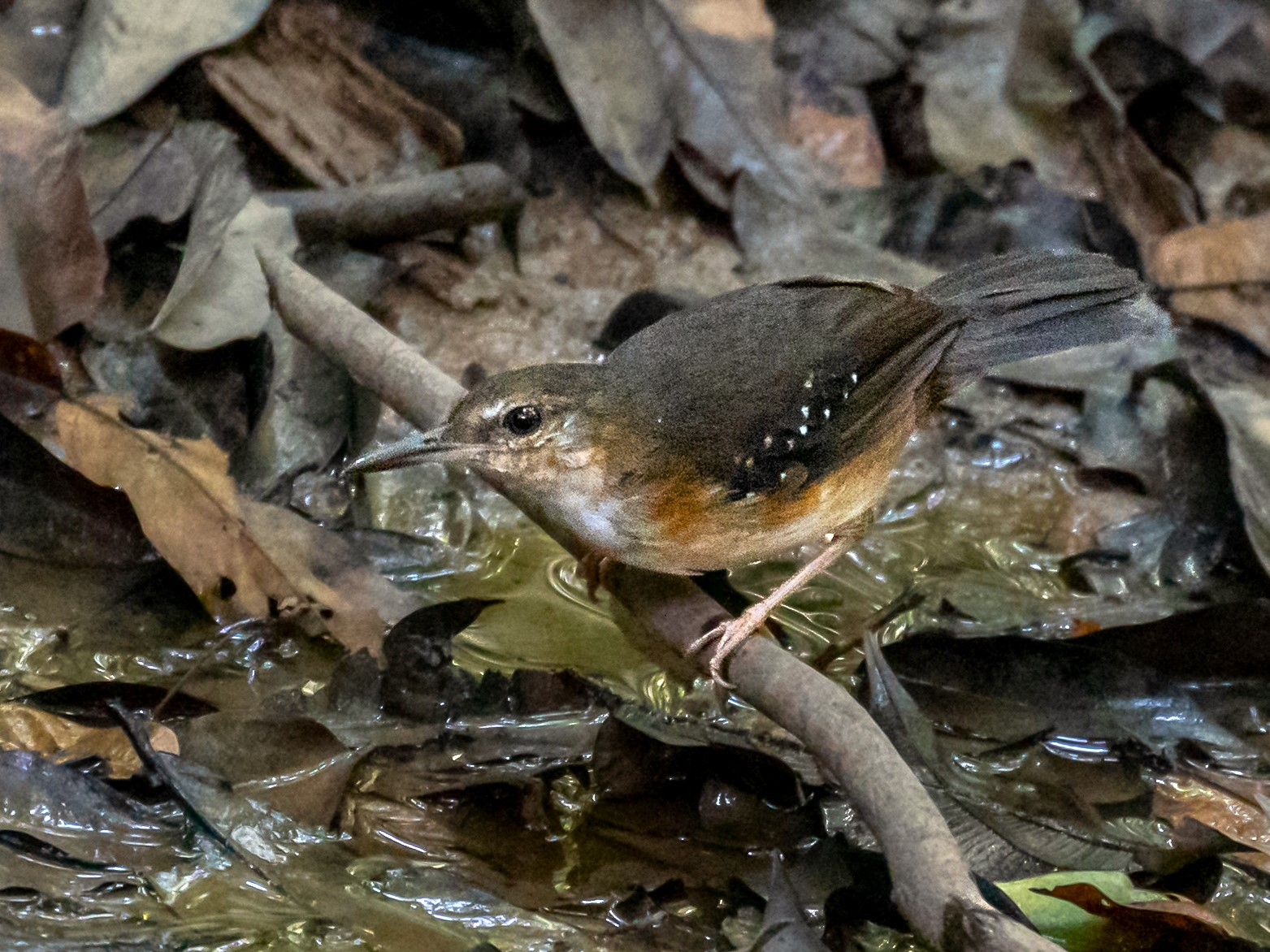
Hembra, Canutama, amazonas, Brasil.

Esta é uma ave que habita em florestas tropicais e subtropicais, como na vegetação rasteira ou sob a vegetação escassa, perto de córregos, lagoas ou pântanos. Geralmente é encontrado em bandos, sua alimentação se concentra principalmente em pequenos insetos e outros artrópodes retirados da terra ou da superfície da água.
O formigueiro prateado é tipicamente 15   cm de comprimento e pesa 20   g. O macho adulto da forma do norte nomeada S. n. a naevia tem partes superiores cinzas escuras e asas escuras com duas fileiras de manchas brancas. As partes inferiores são brancas, com listras extensas e amplas de cinza. A fêmea tem partes superiores marrons escuras, com pontos de asas lustrosas e partes inferiores extensivamente com listras cinza.
Machos da subespécie amazônica distinta S. n. argentata tem os flancos e a parte superior do peito cinza-branco com manchas cinzentas, e as fêmeas têm partes inferiores centrais brancas com lados irregulares na cabeça, pescoço e corpo.
O papa-formiga-do-igarape tem uma chamada alta de pi-pi-pi-pi-pi-pi-pi, geralmente a primeira indicação de sua presença em seu habitat difícil. 

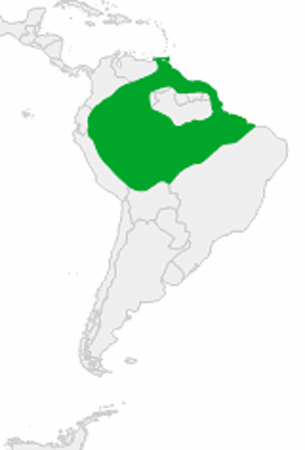
Mapa de distribuição